# Йоль
Йоль (Yol «Йоль», Yule «Юль», Yuletide «Юлетид», «Юльський час») — стародавнє свято германських народів, пов'язане із зимовим сонцестоянням. У сучасних скандинавських (Joll, Joel, Yuil тощо) та англомовних (Yule) країнах стародавній Йоль злився з християнським Різдвом та став синонімом його назви. За традиціями близьке до слов'янського свята Коляди.
Корені свята Йоль лежать у давній історії північногерманських народів та походять із легенд про Дике Полювання, вшанування верховного бога Одіна та почасти із англосаксонського свята «Материнської ночі» (Мондраніт, Mōdraniht). В основі Йоля — відзначення зимового сонцестояння, як частини народного календаря.
Слово «йоль» зафіксоване в багатьох дохристиянських джерелах, особливо давньою норвезькою мовою: серед імен бога Одіна згадуються «Батько Йоля» (Jólfaðr «Йольфадр») та «Учасник Йоля» (Jólnir «Йольнір»); у давній скандинавській поезії слово «йоль» часто використовується як синонім «бенкету» взагалі. У сучасній англійській формі Yule («Юль») назва свята походить із давньоанглійського ġéol (ġéohol) як назви 12-денного свята на честь зимового сонцестояння — період між місяцями geola «грудень» та giuli «січень» — та має багату етимологію, пов'язану із сучасними різдвяними традиціями, наприклад: Yule log («різдвяне поліно»), Yule goat («різдвяна коза»), Yule boar («різдвяна шинка»), Yule singing («колядки») тощо.
У сучасних областях розселення германських народів та деяких інших північноєвропейських країнах «йоль» («юль») означає сезон святкування Різдва, наприклад: Jul — Швеція, Данія і Норвегія (в останній також Jol), Jól — Ісландія і Фарерські острови, Joulu — Фінляндія, Joelfest — фризи, Joelfeest — голландці, jõulud — естонці. Проте, незважаючи на спільне ім'я та походження свята, його традиції суттєво відрізняються в різних країнах та народів.